# Rollkommanda
Rollkommanda – niemiecko-mieszane, zmotoryzowane oddziały policyjne działające na terenach okupowanych przez III Rzeszę podczas II wojny światowej.

## Historia
Nazwa "Rollkommando" w języku niemieckim odnosi się do ogólnie pojmowanego określenia policyjno-wojskowych oddziałów zmotoryzowanych. Pojawiły się one w Niemczech na początku lat 20. celem ochrony spotkań członków i sympatyków partii nazistowskiej (SA i SS).
Najbardziej złowieszczą sławę "Rollkommanda" zyskały podczas II wojny światowej na terenach okupowanych. Do najlepiej poznanych z nich należy "Rollkommando Hamann" – utworzona przez Niemców na terytorium byłej Litewskiej SSR w 1941 roku, nieduża i mobilna jednostka, odpowiedzialna za wymordowanie 70 tysięcy Żydów na Litwie w okresie lipiec-październik tego samego roku.
W okupowanej Polsce "Rollkommanda", według prof. Jana Grabowskiego, były tworzone doraźnie i były mieszanymi oddziałami mobilnymi, w których skład wchodzili zarówno policjanci niemieccy jak i polscy – "granatowi" i funkcjonariusze Kripo. Do ich zadań należało przeprowadzanie akcji odwetowych, walka z partyzantką, ściąganie zaległych kontyngentów, ściganie ludzi uchylających się od wyjazdu na roboty do Rzeszy oraz tropienie ukrywających się Żydów. W tym ostatnim wypadku niekiedy nazywane one były "Jagdkommandami" – oddziałami polującymi. W skład typowego "Rollkommanda" wchodzili zazwyczaj: niemieccy żandarmi – dowódca i jego zastępca oraz dziesięciu do piętnastu polskich "granatowych" policjantów, niekiedy współdziałających z polskimi agentami Kripo.
Szczegółową relację jednej z typowych akcji "Rollkommando" w dystrykcie lubelskim na przykładzie swojej rodzinnej wsi opublikował w 2019 roku prof. Antoni Sułek.